# Rose Kosgei
Rose Jerotich Kosgei, née le 22 août 1981, est une athlète kényane.

## Carrière
Rose Kosgei est médaillée d'or en cross junior aux Championnats du monde de cross-country 1997 à Turin. Elle est la même année médaillée d'or du 1 500 mètres aux Championnats d'Afrique junior à Ibadan. Elle est médaillée d'argent du 1 500 mètres aux Championnats du monde juniors d'athlétisme 2000 à Santiago du Chili. 
Elle remporte le Semi-marathon de Prague en 2009 et en 2010.